# Лив Морган
Джионна Джинн Даддио (англ. Gionna Jene Daddio, род. 8 июня 1994, Парамес, Нью-Джерси) — американская женщина-рестлер, в настоящее время выступающая в WWE на бренде Raw под именем Лив Морган, где является членом группировки «Судный день» и командным чемпионом WWE среди женщин.
В 2014 году Даддио подписала контракт с WWE и была направлена в WWE Performance Center, а затем выступала в NXT. В 2017 году Морган была переведена в основной ростер и вошла вмести с Руби Райот и Сарой Логан, сформировав группировку The Riott Squad. После того, как группировка распалась в 2019 году, Морган стала одиночным исполнителем.
В 2022 году Морган выиграла женский матч Money in the Bank и в тот же вечер одержала победу над Рондой Раузи, завоевав титул чемпиона WWE SmackDown среди женщин, первый титул в её карьере. В 2023 году она объединилась с Ракель Родригес, и с тех пор они трижды выигрывали командное чемпионство WWE среди женщин.

## Ранняя жизнь
Джионна Джинн Даддио родилась 8 июня 1994 года в Парамесе, Нью-Джерси, и выросла в Элмвуд-Парке, Нью-Джерси, оба — пригород Нью-Йорка. Итальянка по происхождению. У неё есть четыре старших брата и сестра, и после смерти её отца мать Даддио была единственным родителем, воспитывающим шестерых детей. Даддио давняя поклонница реслинга, и играла в реслинг во дворе со своими братьями и сестрой. Она описала эти матчи как основу своего пути в рестлинг:
Я буквально принимала «педигри» и «пауэрбомбы», как будто это была моя работа. Я всегда притворялась Литой. Все Дивы были такими гламурными и девчачьими, а я была сорванцом и не носила красивую одежду. Когда я видела, как Лита выходит в мешковатых штанах и кроссовках, борясь с мальчишками, я думала, что она самая крутая на свете. Я сроднилась с ней"
Даддио-бывшая чирлидерша, и она ранее работала и моделью для сети ресторанов Hooters.

## Карьера в рестлинге

### WWE

#### NXT (2014—2017)
В 2014 году, после того, как её обнаружили в тренажёрном зале Джо ДеФранко в Уикоффе, штат Нью-Джерси, Даддио подписала контракт с WWE, определив её в подготовительный бренд, NXT в октябре 2014 года. Впервые она появилась на телевидение на мероприятии NXT TakeOver: Rival 11 февраля 2015 года в качестве подложенного фаната, который прыгнул на Тайлера Бриза во время его выхода на ринг. Позже она появилась в NXT TakeOver: Unstoppable 20 мая, снова как часть входа Бриза. В октябре 2015 года она недолго работала под рингнеймом Марли, дебютировав в эпизоде NXT от 4 ноября, где она работала в качестве джоббера, проиграв Еве Мари.
Эпизод от 2 декабря NXT заставил Даддио вернуться под новым рингнеймом Лив Морган, проиграв Эмме. На эпизоде NXT от 13 января 2016 года Морган участвовала в батлл-роялле, чтобы определить претендентку номер один за женское чемпионство NXT Бэйли, который выиграла Кармелла. На эпизоде NXT от 17 августа она участвовала в командном матче из шести женщин, вместе с Кармеллой и Никки Кросс, в котором они победили Дарью Беренато, Мэнди Роуз и Алексу Блисс. 31 августа на эпизоде NXT, Морган одержала первую телевизионную победу над Алиёй. На 14 сентября на эпизоде NXT, Морган победила Рейчел Фазио в одиночных соревнованиях через болевой, и бросают вызов чемпионке NXT среди женщин Аска. Однако на следующей неделе Морган была подчинена Аской менее чем за минуту, а затем начнётся соперничество с The Iconic Duo (Билли Кей и Пейтон Ройс), причём обе женщины противостояли ей после её матча, что привело к матчу между Морганом и Кей двумя неделями позже, причём Кей победила после вмешательства Ройс. На эпизоде NXT от 26 октября она прервала матч между Кей и Алиёй, напав на Ройс, вызвав отвлекающий манёвр, который позволил Алии победить Кей. Морган продолжала выступать против Ройс на эпизоде NXT от 16 ноября, который закончился дисквалификацией после того, как Кей вмешалась в матч, атакуя Морган и Алию, пока им не помогла Эмбер Мун. Вскоре эта троица столкнулась в командном матче из шести человек против Кей, Ройса и Дарьи Беренато на эпизоде NXT от 23 ноября, команда Морган вышла победителем.

#### The Riott Squad (2017—2019)
На эпизоде SmackDown Live 21 ноября 2017 года Морган дебютировала в основном росторе в качестве хила, наряду с Руби Райотт и Сарой Логан, атакуя Бекки Линч, и Наоми. В ту же ночь они прервали матч между женской чемпионкой SmackDown Шарлоттой Флер и Натальей, а затем продолжили атаковать их обоих. На следующей неделе на бренде SmackDown Live трио, называемое «The Riott Squad», дебютировало на ринге, победив Флэр, Наоми и Наталью в командном матче с шестью женщинами. 28 января 2018 года Морган приняла участие в первом женском Royal Rumble матче на ППВ Royal Rumble (2018) в качестве одиннадцатого участника, но была выбита Мишель Маккул. 8 апреля 2018 WrestleMania 34 стала первой WrestleMania для Морган, участвовав в женском батл-рояле из 20 женщин, но выиграть не смогла.
16 апреля команда The Riott Squad была переведена на бренд Raw в рамках Встряски Суперзвёзд 2018 года, и из-за этого матч между Бэйли и Сашей Бэнкс закончился безрезультатно. На эпизоде Raw 24 сентября Морган получила сотрясение мозга от Бри Беллы когда та выполняла Yes-кики, один киков попал ей в голову что на какое то время выбила её из матча. На первом женском ППВ WWE Evolution (2018) The Riott Squad проиграли Наталье,Бэйли и Саши Бэнкс. 27 января 2019 года на Royal Rumble Морган приняла участие в женском Royal Rumble матче, но только для того, чтобы быть первой выбывшей после 8 секунд, установив рекорд по самому короткому времени в женском Royal Rumble матче. 17 февраля 2019 Морган и Логан участвовали за нововведенные женские командные чемпионства WWE в Elimination Chamber матче на одноимённом ППВ,где были третьей командой, устранённой Наей Джакс и Таминой. На Wrestlemania 35 Морган вновь принимала участие в женском батл-рояле, в котором победила Кармелла

#### Одиночные выступления (2019—2020)
16 апреля Лив была переведена на бренд SmackDown как часть встряски суперзвёзд, отделив её в процессе от команды The Riott Squad. В эпизоде SmackDown Live от 16 июля Морган столкнулась с Queen, и это привело к матчу между ними, в котором Морган проиграла по болевому. Это был её первый матч за пределами хаус-шоу с момента WrestleMania 35 в апреле. В эпизоде Raw от 14 октября Морган была последним общим выбором драфта этого года, возвращаясь на бренд Raw. В течение всего декабря в эфир выходили виньетки, пропагандирующие Возвращение Морган. 30 декабря Морган вернулась на телевидение в эпизод Raw, во время сюжетной свадьбы Бобби Лэшли и Ланы, прервав процесс и признавшись в своей любви к Лане. После того, как Лана впоследствии напала на неё, она фейстернулась и присоединилась к Русеву, который враждовал с Ланой и Лэшли. 27 января, в эпизоде Raw, Морган победила Лану, и ещё раз победит её на следующей неделе, позже возвращается Руби Райотт и нападает на неё. Это привело к матчу между ними на эпизоде Raw от 2 марта, где Морган победила, после матча была атакована специальной судьёй Сарой Логан.
На Elimination Chamber (2020) 8 Марта Морган вошла в свой второй Elimination Chamber матч, чтобы определить претендентку на Рестлмании 36 Бекки Линч, но потерпела неудачу после того, как была устранена, потеряв сознание от победителя Шейны Басзлер. Следующей ночью на RAW Морган напала на Райотт и Логан во время командного матча.
На kickoff WrestleMania 36 Морган победила Наталью. На следующий вечер Raw Морган столкнулась с Аской но проиграла, но удивила многих своей улучшенной работой на ринге. В эпизоде RAW 20 апреля она победила своего бывшего партнёра по команде Руби Райотт. На следующей неделе Лив победила Руби в третий раз, тем самым начав свою новую главу.

#### The Riott Squad: Воссоединение (2020—2021)
22 июня на эпизоде Raw проиграв Наталье , Руби Райотт попыталась утешить ЛивМорган за кулисами после ее проигрыша, которая она отвергла. На эпизоде Raw от 3 августа Риотт попросила Морган присоединиться к ней в создании команды Риотта, но их прервали IIconics, которые высмеяли этих двоих, что привело к командному матчу на Payback, где Морган и Риотт победили IIconics. После Payback Морган и Риотт (теперь официально известный снова как The Riott Squad) победили IIconics и еще раз на следующий день на Raw, вынудив IIconics распасться, согласно условию.

#### Титульные матчи, Money in the Bank, Чемпионство Smackdown (2021—н.в.)
С 2021 стала регулярно выигрывать право на титульные матчи за Женские чемпионские титулы, однако успеха добиться не могла. Морган заработала право на участие в заглавном женском матче на премиум-шоу Money in the Bank, победа в котором гарантировала право на титульный матч за любое женское чемпионство в любой момент в течение года. Лив стала победительницей этого матча, выиграв кейс в матче с шестью другими участницами. После матча заявила, что не будет торопиться с реализацией своей возможности, намекнув на то, что предпочтет это сделать на WrestleMania. Несмотря на это позже на шоу после того, как Ронда Раузи защитила Женское чемпионство Smackdown от Натальи Нейдхарт, Морган реализовала свою титульную возможность, выиграла матч и впервые стала Женской чемпионкой. На SummerSlam (2022) был назначен матч-реванш, который оказался непродолжительным. Меньше, чем за 5 минут Лив Морган смогла справиться с Роузи, удержав ее, пока та проводила болевой на руку, от которого Морган в это же время сдалась. На повторах было видно, что Морган начала сдаваться до того, как судья отсчитал третий удар. Морган таким образом стала первой рестлершей в истории, которая смогла дважды победить Ронду Роузи. На следующем Премиум-шоу Clash at the Castle ее противницей стала выигравшая гаунтлет-матч на 7 участниц Шейна Басзлер. Этот матч Морган завершила успешной защитой титула, для победы Морган провела "Обливион". На Smackdown 9 сентября состоялся отборочный матч претенденток, в котором приняли участие пять рестлерш, а победу одержала Ронда Роузи, получившая титульный матч на Extreme Rules. Третий матч между Морган и Роузи на Extreme Rules завершился убедительной победы Роузи, которая таким образом прервала чемпионство Морган на отметке 98 дней.

## Другие медиа
Морган дебютировала в видеоигре в качестве игрового персонажа в WWE 2K19, а позже появилась в WWE 2K20.

## Личная жизнь
В ноябре 2020 года Даддио подтвердила в Твиттере, что она прошла курс обучения на агента по недвижимости.
В феврале 2021 года стало известно, что Даддио состоит в отношениях с коллегой-рестлером Бо Далласом, они живут на ферме и открыли бизнес в сфере недвижимости, чтобы подготовиться к жизни после рестлинга.

## Титулы и достижения
- Pro Wrestling Illustrated
  - PWI ставит её под № 53 в топе из 100 женских рестлеров в 2018 году[55]
- Sports Illustrated
  - Ставит её под № 16 в топе из 30 женских рестлеров в 2018[56]
- WWE
  - Чемпион WWE SmackDown среди женщин (1 раз)
  - Победитель матч Money in the Bank (2022)
  - Командный чемпион WWE среди женщин (4 раза) — с Ракель Родригес
  - Чемпион мира среди женщин (1 раз)
  - Чемпион Crown Jewel (2024)